# Hybozelodes nigellus
Hybozelodes nigellus là một loài ruồi trong họ Asilidae. Hybozelodes nigellus được Hermann miêu tả năm 1912. Loài này phân bố ở vùng Tân nhiệt đới.